# Krängungsschiff
Ein Krängungsschiff ist ein Schiff für den Transport von Holzstämmen auf dem Wasserweg.

## Beschreibung
Krängungsschiffe werden hauptsächlich auf Fahrwasserstraßen, z. B. in Kanada eingesetzt, auf denen wegen des regen Schifffahrtverkehrs, zu großer Fahrstrecken oder zu schmaler Kanäle bzw. zu vieler Schleusen der gängige Transport als selbstschwimmende Flöße nicht möglich ist. Durchgeführt wird diese Form des Holztransports unter anderem von der kanadischen Washington Marine Group.

## Technik
Die Baumstämme werden in hohen Stapeln längs an Deck gelagert. Durch eine Neigung des Schiffs (Krängung) können die Stämme schnell und unkompliziert von Bord gekippt werden. Bewerkstelligt wird dies durch das Fluten seitlicher Tanks. Dabei handelt es sich somit um ein selbstentladendes Schiff, wie Dockschiffe oder Baggerschuten.